# سنجاب زمینی زرد
سنجاب زمینی زرد (نام علمی: Spermophilus fulvus) نام یک گونه از سرده دانه‌دوست‌ها است.